# Myeloconis guyanensis
Myeloconis guyanensis är en lavart som beskrevs av P.M. McCarthy & Elix 1996. Myeloconis guyanensis ingår i släktet Myeloconis och familjen Myeloconidiaceae.   Inga underarter finns listade i Catalogue of Life.